# Liste der Kulturgüter in Seegräben
Die Liste der Kulturgüter in Seegräben enthält alle Objekte in der Gemeinde Seegräben im Kanton Zürich, die gemäss der Haager Konvention zum Schutz von Kulturgut bei bewaffneten Konflikten, dem Bundesgesetz vom 20. Juni 2014 über den Schutz der Kulturgüter bei bewaffneten Konflikten sowie der Verordnung vom 29. Oktober 2014 über den Schutz der Kulturgüter bei bewaffneten Konflikten unter Schutz stehen.
Objekte der Kategorien A und B sind vollständig in der Liste enthalten, Objekte der Kategorie C fehlen zurzeit (Stand: 1. Januar 2023). Unter übrige Baudenkmäler sind weitere geschützte Objekte zu finden, die im Verzeichnis der Objekte von überkommunaler Bedeutung der kantonalen Denkmalpflege zu finden und nicht bereits in der Liste der Kulturgüter enthalten sind.

## Kulturgüter
| Foto | | Objekt                                                                                     | Kat. | Typ | Standort                                   | Beschreibung |
| ---- | --- | ------------------------------------------------------------------------------------------ | ---- | --- | ------------------------------------------ | ------------ |
| ja   | Datei hochladen · Wikidata zu Sauriermuseum Aathal (Q1663690)                                                         | Sauriermuseum Aathal KGS-Nr.: 08603                                                        | A    | S   | Aathal, Zürichstrasse 69 699990 / 243950   |              |
| ja   | Datei hochladen · Wikidata zu Messikommer Eiche, paläolithisch-mittelsteinzeitlicher Lagerplatz (Q29933092)           | Messikommer Eiche, paläolithisch-mittelsteinzeitlicher Lagerplatz KGS-Nr.: 07653           | B    | F   | Steinbergstrasse 701300 / 243650           |              |
| ja   | Datei hochladen · Wikidata zu Heidenburg, bronze-, eisenzeitliche und römische Höhensiedlung / Wallanlage (Q29933094) | Heidenburg, bronze-, eisenzeitliche und römische Höhensiedlung / Wallanlage KGS-Nr.: 07654 | B    | F   | Zürichstrasse 699820 / 243900              |              |
| BW   | Datei hochladen · Wikidata zu Ottenhausen, römischer Gutshof (Q29933095)                                              | Ottenhausen, römischer Gutshof KGS-Nr.: 07655                                              | B    | F   | Ottenhausen 699730 / 245150                |              |
| ja   | Datei hochladen · Wikidata zu Untere Spinnerei Streiff mit Villa und Arbeiterhäusern (Q29933097)                      | Untere Spinnerei Streiff mit Villa und Arbeiterhäusern KGS-Nr.: 07656                      | B    | G   | Zürichstrasse 50–80, 63–69 700041 / 243920 |              |

## Übrige Baudenkmäler
| ID                  | Foto |                                                               | Objekt                                                                        | Kat.    | Typ | Standort                                 | Beschreibung |
| ------------------- | ---- | ------------------------------------------------------------- | ----------------------------------------------------------------------------- | ------- | --- | ---------------------------------------- | ------------ |
| 11900001            | ja   | Datei hochladen · Wikidata zu Reformierte Kirche (Q120752653) | Reformierte Kirche                                                            | B kant. | G   | Dorfstrasse 22 700846 / 244434           |              |
| 11900002            | ja   | Datei hochladen                                               | Messikommerhof, ehemaliger Handlehenhof des Klosters Rüti                     | B reg.  | G   | Dorfstrasse 16 700841 / 244391           |              |
| 11900035            | ja   | Datei hochladen                                               | Primarschulhaus von 1838                                                      | B reg.  | G   | Aathalstrasse 6 700663 / 244222          |              |
| 11900043            | ja   | Datei hochladen                                               | Schulhaus von 1880 mit Lehrerwohnung / Kindergarten                           | C       | G   | Leumatt 1 700532 / 243948                |              |
| 11900118            | ja   | Datei hochladen                                               | Bauernhaus                                                                    | C       | G   | Bürglenstrasse 8 700118 / 244695         |              |
| 11900126            | ja   | Datei hochladen                                               | Bauernhaus mit Stallscheune                                                   | C       | G   | Usterstrasse 38 700066 / 244595          |              |
| 11900147            | ja   | Datei hochladen                                               | Spinnerei Streiff Oberaathal, ehemalige Spinnerei Wegmann / Lagergebäude      | B kant. | G   | Zürichstrasse 13a/13b 700680 / 243513    |              |
| 11900149            | ja   | Datei hochladen                                               | Spinnerei Streiff Oberaathal, Fabrikantenvilla                                | B kant. | G   | Zürichstrasse 20 700717 / 243516         |              |
| 11900150            | ja   | Datei hochladen                                               | Spinnerei Streiff Oberaathal, Gartenhaus                                      | B kant. | G   | bei Zürichstrasse 20 700746 / 243521     |              |
| 11900151            | ja   | Datei hochladen                                               | Spinnerei Streiff Oberaathal, ehemalige Spinnerei Schellenberg / Personalhaus | B kant. | G   | Zürichstrasse 22 700686 / 243559         |              |
| 11900154            | ja   | Datei hochladen                                               | Spinnerei Streiff Oberaathal, Magazin                                         | B kant. | G   | Aretshaldenstrasse 19 700721 / 243584    |              |
| 11900156            | ja   | Datei hochladen                                               | Spinnerei Streiff Oberaathal, Wohnhaus                                        | B kant. | G   | Aretshaldenstrasse 11–15 700701 / 243596 |              |
| 11900160            | ja   | Datei hochladen                                               | Spinnerei Streiff Oberaathal, ehemalige Mühle mit Nebengebäuden               | B kant. | G   | Aretshaldenstrasse 1–5 700619 / 243606   |              |
| 11900165            | ja   | Datei hochladen                                               | Spinnerei Streiff Oberaathal, Wohnhaus                                        | B kant. | G   | Zürichstrasse 24 700650 / 243561         |              |
| 11900166            | ja   | Datei hochladen                                               | Spinnerei Streiff Oberaathal, ehemalige Spinnerei Wegmann / Spinnereigebäude  | B kant. | G   | Zürichstrasse 19–23 700547 / 243579      |              |
| 11900172            | ja   | Datei hochladen                                               | Spinnerei Streiff Oberaathal, Maschinen- und Turbinenhaus                     | B kant. | G   | Zürichstrasse 23a 700519 / 243586        |              |
| 11900173            | ja   | Datei hochladen                                               | Spinnerei Streiff Oberaathal, ehemalige Mühle Neuegg                          | B kant. | G   | Zürichstrasse 25 700509 / 243611         |              |
| 11900175            | ja   | Datei hochladen                                               | Spinnerei Streiff Oberaathal, ehemaliger Konsum                               | B kant. | G   | Zürichstrasse 27 700463 / 243638         |              |
| 11900176            | ja   | Datei hochladen                                               | Spinnerei Streiff Oberaathal, Felsenkeller / Alte Post                        | B kant. | G   | Zürichstrasse 34 700421 / 243686         |              |
| 11900177            | ja   | Datei hochladen · Wikidata zu Bahnhof Aathal (Q5845572)       | Alter Bahnhof Aathal, ehemaliges Aufnahmegebäude mit Güterschuppen            | B reg.  | G   | Gstalderstrasse 4 700419 / 243612        |              |
| 11900178            | ja   | Datei hochladen                                               | Alter Bahnhof Aathal, ehemaliges Wartehäuschen                                | B reg.  | G   | Gstalderstrasse 700517 / 243552          |              |
| 11900185            | ja   | Datei hochladen                                               | Spinnerei Streiff Unteraathal, ehemalige Gasfabrik / Garagengebäude           | B kant. | G   | Zürichstrasse 700180 / 243857            |              |
| 11900188            | ja   | Datei hochladen                                               | Spinnerei Streiff Unteraathal, ehemalige Fabrikantenvilla                     | B kant. | G   | Zürichstrasse 50–52 700091 / 243944      |              |
| 11900189            | ja   | Datei hochladen                                               | Spinnerei Streiff Unteraathal, Gartenlaube                                    | B kant. | G   | Zürichstrasse 54–56 700068 / 243950      |              |
| 11900190            | ja   | Datei hochladen                                               | Spinnerei Streiff Unteraathal, Gärtnerhaus                                    | B kant. | G   | Zürichstrasse 54–56 700073 / 243967      |              |
| 11900192            | ja   | Datei hochladen                                               | Spinnerei Streiff Unteraathal, Nebengebäude / Werkstatt                       | B kant. | G   | bei Zürichstrasse 54–56 700061 / 243985  |              |
| 11900193            | ja   | Datei hochladen                                               | Spinnerei Streiff Unteraathal, ehemaliges Kosthaus I                          | B kant. | G   | Zürichstrasse 58–62 700031 / 243977      |              |
| 11900194            | ja   | Datei hochladen                                               | Spinnerei Streiff Unteraathal, ehemaliges Kosthaus II                         | B kant. | G   | Zürichstrasse 699999 / 244003            |              |
| 11900196            | ja   | Datei hochladen                                               | Spinnerei Streiff Unteraathal, ehemaliges Kosthaus III                        | B kant. | G   | Zürichstrasse 66 699967 / 244024         |              |
| 11900197            | ja   | Datei hochladen                                               | Spinnerei Streiff Unteraathal, ehemaliges Kosthaus IV                         | B kant. | G   | Zürichstrasse 68–70 699921 / 244057      |              |
| 11900198            | ja   | Datei hochladen                                               | Spinnerei Streiff Unteraathal, ehemaliges Kosthaus V                          | B kant. | G   | Zürichstrasse 72–74 699885 / 244085      |              |
| 11900199            | ja   | Datei hochladen                                               | Spinnerei Streiff Unteraathal, ehemaliges Kosthaus VI                         | B kant. | G   | Zürichstrasse 76–80 699854 / 244103      |              |
| 11900201            | ja   | Datei hochladen                                               | Spinnerei Streiff Unteraathal, ehemalige Trafostation Turm D 310              | B kant. | G   | Aathal, Zürichstrasse 67 700007 / 243898 |              |
| 11900203            | ja   | Datei hochladen                                               | Spinnerei Streiff Unteraathal, Fabrikgebäude                                  | B kant. | G   | Zürichstrasse 63–65 700032 / 243911      |              |
| 119ZUSA00203        | ja   | Datei hochladen                                               | Spinnerei Streiff Unteraathal, Turbinenhausanbau                              | B kant. | G   | Zürichstrasse 63–65 700020 / 243892      |              |
| 11900207            | ja   | Datei hochladen                                               | Spinnerei Streiff Unteraathal, Kesselhaus und Hochkamin                       | B kant. | G   | Zürichstrasse 69 700004 / 243943         |              |
| 11900212            | ja   | Datei hochladen                                               | Spinnerei Streiff Unteraathal, Schopf                                         | B kant. | G   | bei Zürichstrasse 76–80 699859 / 244118  |              |
| 11900213            | ja   | Datei hochladen                                               | Spinnerei Streiff Oberaathal, Werkstattgebäude                                | B kant. | G   | Zürichstrasse 32 700503 / 243647         |              |
| 11900296            | ja   | Datei hochladen                                               | Alter Bahnhof Aathal, ehemaliges Stellwerk                                    | B reg.  | G   | bei Gstalderstrasse 4 700433 / 243597    |              |
| 119WR-HINWIL00165-1 | ja   | Datei hochladen                                               | Spinnerei Streiff Oberaathal, Oberwasserkanal                                 | B kant. | G   | Zürichstrasse 700824 / 243408            |              |
| 119WR-HINWIL00165-2 | ja   | Datei hochladen                                               | Spinnerei Streiff Oberaathal, Düker-Einlauf                                   | B kant. | G   | Zürichstrasse 700723 / 243566            |              |
| 119WR-HINWIL00165-3 |      | Datei hochladen                                               | Spinnerei Streiff Oberaathal, Düker                                           | B kant. | G   | Zürichstrasse 700607 / 243582            |              |
| 119WR-HINWIL00165-5 | ja   | Datei hochladen                                               | Spinnerei Streiff Oberaathal, Turbinenhaus                                    | B kant. | G   | Zürichstrasse 23a 700519 / 243586        |              |
| 119WR-HINWIL00165-6 | ja   | Datei hochladen                                               | Spinnerei Streiff Oberaathal, Unterwasserkanal                                | B kant. | G   | Zürichstrasse 700499 / 243593            |              |
| 119WR-HINWIL00165-4 | ja   | Datei hochladen                                               | Spinnerei Streiff Oberaathal, Wasserschloss                                   | B kant. | G   | Zürichstrasse 700535 / 243579            |              |
| 119WR-HINWIL00167-1 | ja   | Datei hochladen                                               | Spinnerei Streiff Unteraathal, Wehr                                           | B kant. | G   | Zürichstrasse 63–65 700451 / 243620      |              |
| 119WR-HINWIL00167-2 | ja   | Datei hochladen                                               | Spinnerei Streiff Unteraathal, Abschlussfalle Zulaufkanal                     | B kant. | G   | Zürichstrasse 63–65 700451 / 243610      |              |
| 119WR-HINWIL00167-3 | ja   | Datei hochladen                                               | Spinnerei Streiff AG Unteraathal, Aquädukt über Aabach                        | B kant. | G   | Zürichstrasse 63–65 700219 / 243779      |              |
| 119WR-HINWIL00167-4 | ja   | Datei hochladen                                               | Spinnerei Streiff Unteraathal, Leerlauf / Überlauf mit Rechenanlage           | B kant. | G   | Zürichstrasse 63–65 700034 / 243881      |              |
| 119WR-HINWIL00167-5 | ja   | Datei hochladen                                               | Spinnerei Streiff Unteraathal, Turbinenhaus                                   | B kant. | G   | Zürichstrasse 63–65 700019 / 243890      |              |
| 119WR-HINWIL00167-6 | ja   | Datei hochladen                                               | Spinnerei Streiff Unteraathal, Unterwasserkanal                               | B kant. | G   | Zürichstrasse 63–65 699963 / 243943      |              |

Legende: Im Wesentlichen siehe Legende der Liste der Kulturgüter von nationaler und regionaler Bedeutung, mit folgenden Ausnahmen:
- Anstelle der KGS-Nummer wird als Objekt-Identifikator (ID) die Inventarnummer im Verzeichnis der Objekte von überkommunaler Bedeutung des kantonalen Denkmalschutzamtes verwendet.
- Bei den Kategorien wird wie folgt unterschieden: B kant. = Objekt von kantonaler Bedeutung (Kanton Zürich); B reg. = Objekt von regionaler Bedeutung (Kanton Zürich).